# Disophrys melanogaster
Disophrys melanogaster är en stekelart som beskrevs av Szepligeti 1915. Disophrys melanogaster ingår i släktet Disophrys och familjen bracksteklar. Inga underarter finns listade i Catalogue of Life.